# Guapi
Guapi es un municipio colombiano en el litoral pacífico del departamento del Cauca. Varios colonos, organizados por Manuel Valverde, lo fundaron en 1772 en el sitio denominado el Firme del Barro. La población de Guapi se estima en 30.000 habitantes (guapireños). Las principales actividades económicas son el comercio, la pesca artesanal, la minería y la agricultura.
La Inmaculada Concepción es la patrona del municipio y se celebra su fiesta el 8 de diciembre. Su feria es la del naidí y va del 26 al 29 de diciembre.
La Isla Gorgona, famoso centro ecoturístico ubicado a 35 km de su costa, también forma parte del municipio.

## Historia
En el siglo XVII, los españoles ingresaron a la costa del Pacífico por el sur de Colombia en busca de oro, principalmente. Trajeron consigo africanos para realizar estas y otras labores. Tomaron posesión de lo que hoy es el municipio de Guapi, los ríos Guapi, Napi, San Francisco y Guajuí.
A finales del siglo XVIII, en 1772, el español Manuel de Valverde fundó la población porteña en el río Guapi. Los primeros habitantes fueron los indios guapíes, que vivían en el sitio denominado el Firme del Barro.
La fundaron a pocos kilómetros del océano Pacífico, por varios colonos organizados por Valverde, al parecer, debido al hacinamiento de los pescadores y de algunos religiosos que llegaron al lugar durante sus misiones.
Desde 1872 es cabecera del Distrito de Guapi, desde 1911 capital de la provincia, según ordenanza 103 de ese año. A principios del siglo XX, Guapi perdió gran parte de su esplendor inicial como consecuencia de la Guerra de los Mil Días que se inició en 1899 y terminó en 1902. El municipio sufrió además los estragos del terremoto de 1833 y en 1914 las llamas consumieron la mitad de la población. Guapi fue la capital de la antigua provincia del Micay; hoy es la cabecera del Circuito Judicial, de Registro, Notaría y centro de las actividades políticas y comerciales de la región.

## Geografía
Límites del Municipio

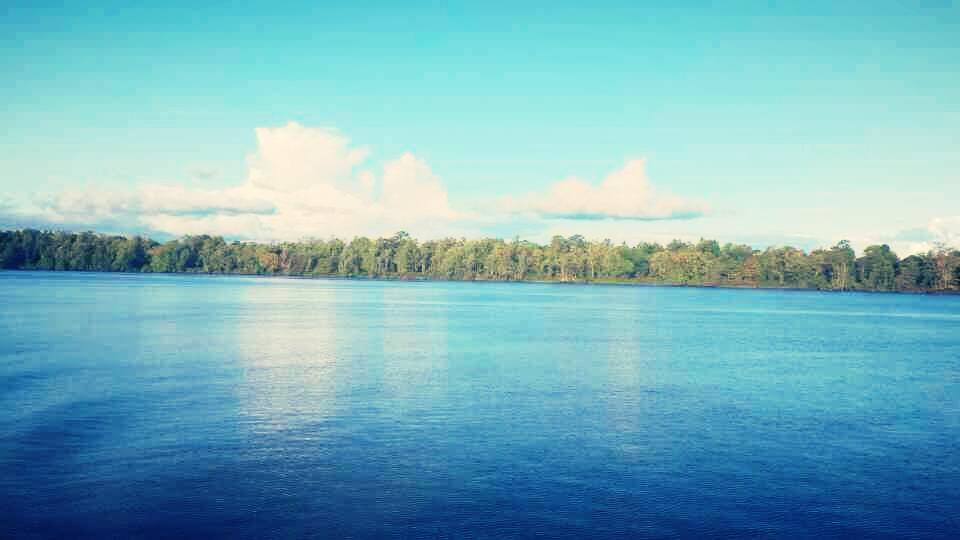
Río Guapi

Al norte con el océano Pacífico y el Municipio de Timbiquí; al sur con el Municipio de Santa Bárbara de Iscuandé, Nariño; al este con los municipios de Timbiquí y Argelia; y al oeste con el océano Pacífico.

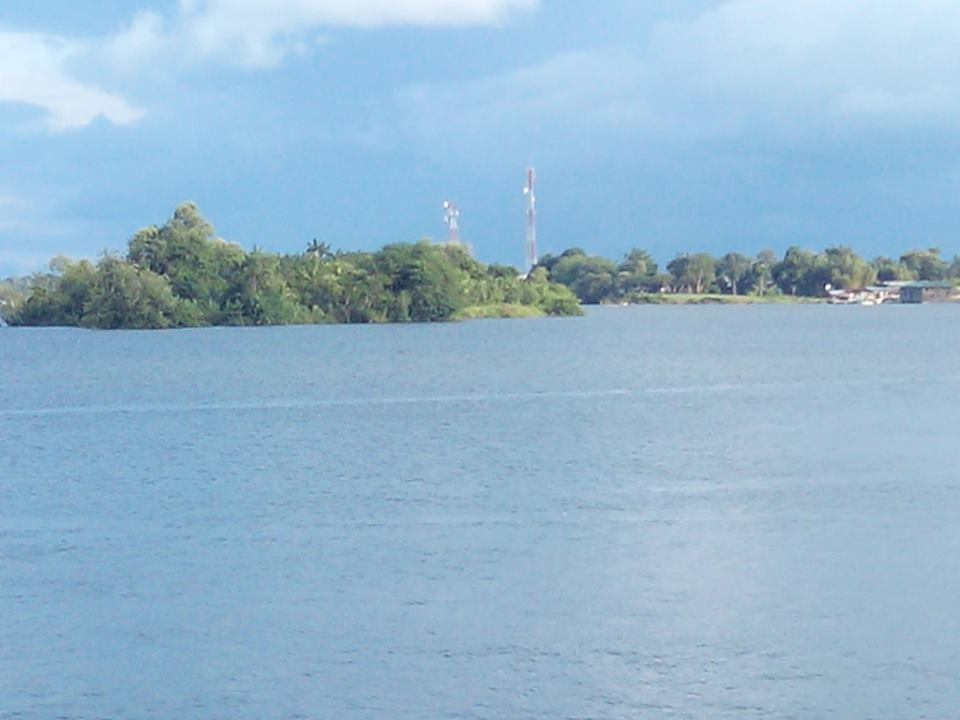
Desembocadura de Guapi

### Ecología
El aprovechamiento forestal tradicional es una de las actividades productivas más comunes; los corteros, por lo general nativos, tumban árboles de forma selectiva. No se observa la dirección de la caída de los árboles y se afectan los remanentes de fustales en su regeneración natural. Se desperdician árboles talados por exigencias del mercado, en especie y en dimensión de productos comercializables, y el uso de maquinaria obsoleta.
La madera se enchoriza y transporta por río hasta aserradores y centros de transformación primaria. Otra parte se remolca con barcos vía marítima hasta los sitios de consumo y distribución en Buenaventura, pero por esta vía se pierde entre el 20% y 30%. 
La tala se realiza sólo con hachas, motosierras, machetes y cinta métrica. Tala, dimensionado y escuadrado de piezas maderables se hacen dentro de la selva y se sacan a lomo de mula hasta los sitios de embarque final.

## División Político-Administrativa
Además de su Cabecera municipal. Guapi tiene bajo su jurisdicción varios centros poblados, que en conjunto con otras veredas, constituye las siguientes Unidades Espaciales de Funcionamiento (UEF), bajo coordinación de los "Consejos Comunitarios" (creados en la ley 70 de 1993 o Ley de Comunidades Negras):
| Consejos Comunitarios | Centros Poblados                                                                                 | Veredas |
| Alto Guapi            | - Benjamín Herrera (San Vicente) - Caimito - El Rosario - San Agustín - Uribe Uribe (El Naranjo) | Balsitas, Las Juntas, Santa Clara, Llantín. |
| Bajo Guapi            |                                                                                                  | Boca de Napi, Temuey, Chamón, Parcelas, La Sabana, Buena Vista Calle Honda, Partidero, La Pampa, Codicia, Sansón, Penitente, El Carmen, Santa Rosa, Chamoncito, Playa Obregones (Almejal). |
| Napi                  | - Belén - Calle Larga - Chuare                                                                   | Soledad, San Agustín, San Antonio, Boca de San Francisco, Playa del Medio, Isla de Tomas, Santa Gertrudis, Pinulpi.                                                                        |
| San Francisco         | - Santa Ana                                                                                      | Cascajero, Calle El Roble y Pascualero. |
| Guajuí                | - El Carmelo - Limones - Quiroga - San Antonio de Guajuí - San José de Guare                     | Concepción, Santa Rosa, Cantil, Joánico. |
| Chanzará              |                                                                                                  | Firme Bella Vista, Firme San José Vuelta Larga, Micaelita, El Bagrero. |

### Islas
- Islas Gorgona y Gorgonilla (parque natural Nacional).

## Economía

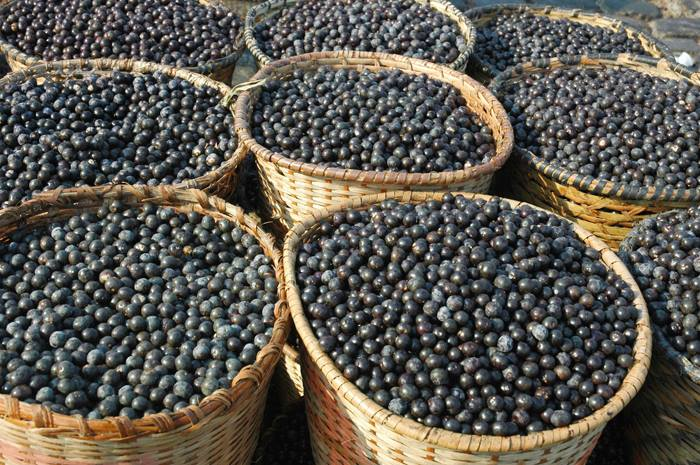
Cosecha de Naidí

Las actividades productivas base de la economía del municipio se relacionan de forma estrecha con el sector primario: agricultura de coco, maíz, chontaduro, arroz, papachina y otros cultivos de pancoger. La producción pecuaria es sobre todo de especies menores, como aves y cerdos. Un sector importante de la población rural ribereña vive de la caza y la recolección.

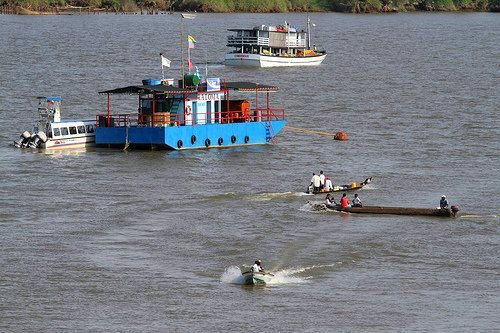
Actividades náuticas

La pesca ocupa un renglón importante en la economía local; explota gran variedad de pescados, moluscos (piangua, almeja, chorga) y crustáceos (camarón y otros). Durante los últimos años se implementó la veda del camarón de aguas someras y profundas para proteger su repoblación y reproducción.
La minería es importante en las zonas medias y altas de los ríos, en especial de oro y platino. La extracción maderera suple el mercado local, la vivienda tradicional utiliza especies nativas como materia principal. Pero una porción importante abastece la región andina del Valle del Cauca. La deforestación es una amenaza por la falta de controles efectivos sobre su extracción.
La alta biodiversidad de la región favorece el ecoturismo como generador de divisas para la localidad; favorece los servicios personales y hay una alta oferta de profesionales relacionados en el suroccidente colombiano. Una de las actividades preferida en el municipio, como en todo el Pacífico colombiano, es el avistamiento de ballenas. Pero, en los últimos 27 años se han perdido 13.712,24 hectáreas (4,7% respecto al área actual) de manglares en el Pacífico colombiano, debido principalmente a las actividades humanas como camaronicultura, cultivos de coco, palmito, arroz y desarrollos turísticos, entre otros.

## Vías de comunicación

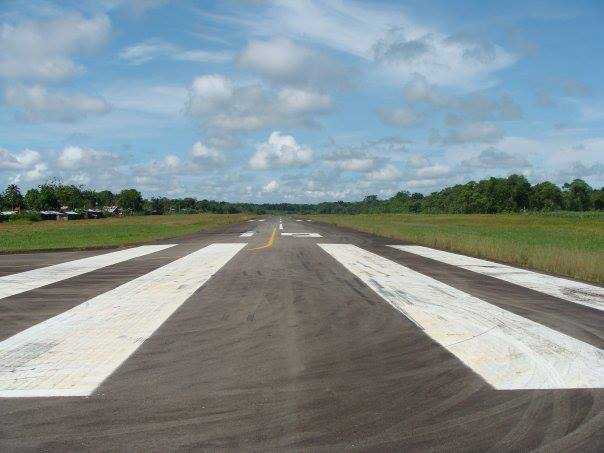
Aeropuerto de Guapi

- Aéreo:

Cuenta con un aeropuerto
- Fluvial:

el rio

## Demografía

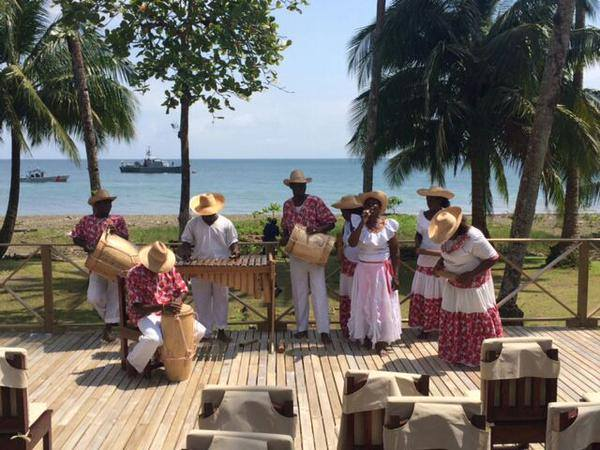
Cultura ancestral

El 97% de sus habitantes son afrocolombianos, el 3% restante se distribuye entre indígenas (0,35%) y mestizos (2,65%). El Municipio, en general, presenta una densidad poblacional de 23 habitantes por kilómetro cuadrado, pero por grupos étnicos la densidad cambia a 18 habitantes por km² para los afrocolombianos y a 3 personas por km² para las otras etnias. La población afrocolombiana se ubica en su gran mayoría en la cabecera municipal; una gran proporción de indígenas y mestizos se encuentran en la zona rural.
La población total del municipio para 2012 era de 29.463 personas, con un 60% (17.678) en la cabecera municipal, y el restante 40% (11.785) en la zona rural. El DANE calcula 29.867 habitantes para 2017, pero son varias las fuentes que cuestionan las cifras del censo 2015.
La población de Guapi se ha visto afectada por el conflicto armado en Colombia, en especial por amenazas de grupos armados y homicidios.

## Especies
Chanul, chaquiro, garza, cedro, granadillo, caoba.
Especiales
Laurel, tangare, amarillo, machare, chachajo, roble, nogal, hojasco, guayacán, aceite María, caimito, jugué, nato y mangle.
Ordinarias
Sande, guamo, sajo, anime, castillo, cuangare, peinemono, guasco.
Tomado: CRC - regional Guapi
El mangle y el nato son especies forestales vedadas para su explotación por su importancia para las especies de moluscos, peces y crustáceos asociadas al manglar; pero se les consume incluso para usos ornamentales.

## Estructura organizacional municipal
| Guapi        | Guapi       | Guapi                      |
| Departamento | Código DANE | Categoría municipal (2023) |
| ------------ | ----------- | -------------------------- |
| Cauca        | 19318       | Sexta                      |

- Personería: Es un centro del Ministerio Público de Colombia que ejerce, vigila y hace control sobre la gestión de las alcaldías y entes descentralizados; velan por la promoción y protección de los derechos humanos; vigilan el debido proceso, la conservación del medio ambiente, el patrimonio público y la prestación eficiente de los servicios públicos, garantizando a la ciudadanía la defensa de sus derechos e intereses.

- Concejo Municipal: Es la suprema autoridad política del municipio. En materia administrativa sus atribuciones son de carácter normativo. También le corresponde vigilar y hacer control político a la administración municipal. Se regulan por los reglamentos internos de la corporación en el marco de la Constitución Política Colombiana (artículo 313) y las leyes, en especial la Ley 136 de 1994 y la Ley 1551 de 2012.

Constituido por 13 concejales por un periodo de 4 años.
- Alcaldía Municipal: En esta se encuentra la administración municipal y las entidades descentralizadas del municipio.

El Alcalde se pronuncia mediante decretos y se desempeña como representante legal, judicial y extrajudicial del municipio. El actual Alcalde municipal es Gil Milena Grueso Moreno (2024-2027), elegido por voto popular.
- JAL.